# 萊斯特手稿

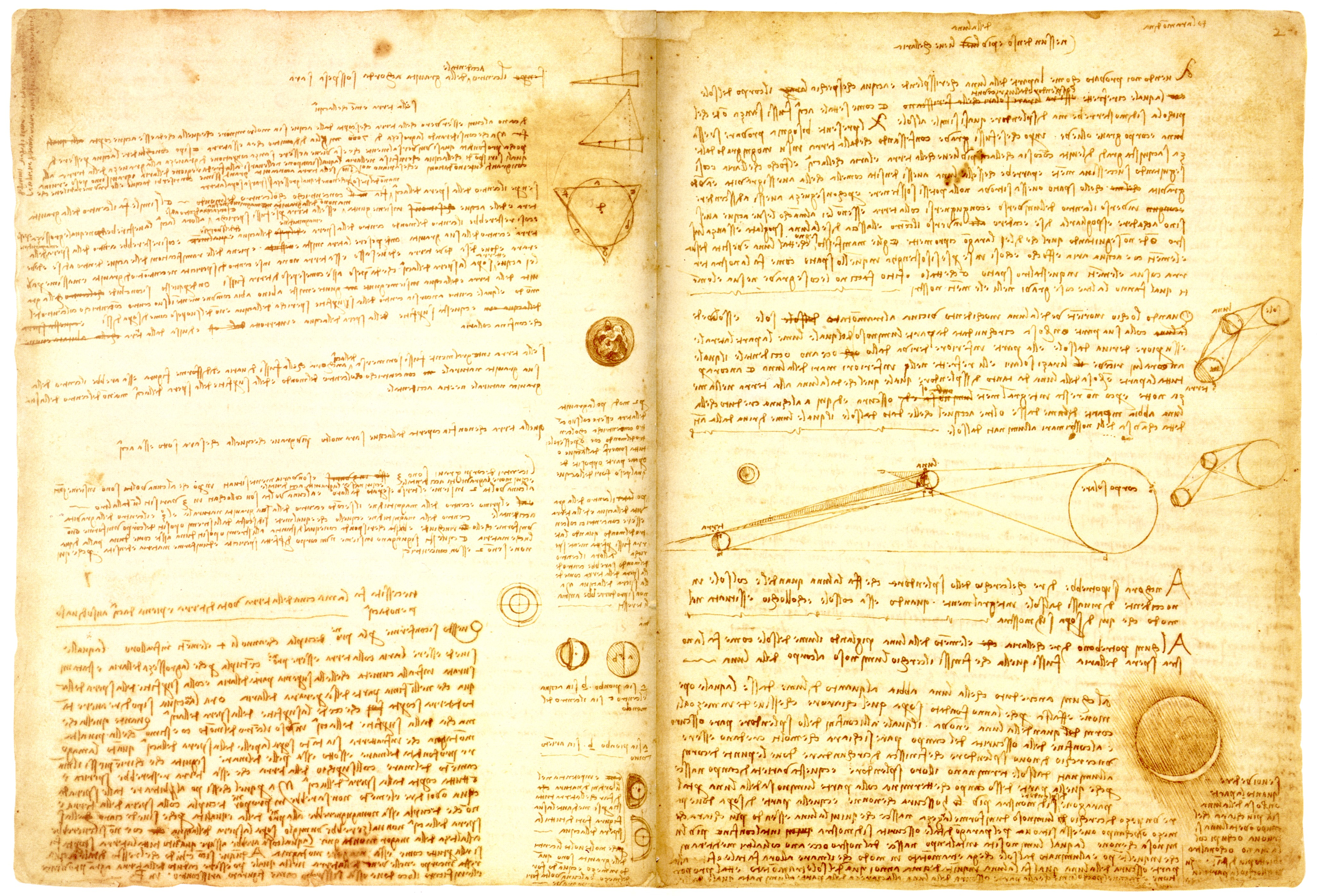
萊斯特手稿的一頁

萊斯特手稿（Codex Leicester）也称哈默手稿（Codex Hammer），是李奧納多·達文西的一份科學作品手稿。其名稱是爲了紀念托馬斯·柯克，後來的萊斯特伯爵在1719年買下該手稿一事。
1980年代藝術收藏家阿曼德·哈默將其買下，並重命名為哈默手稿。 1994年11月11日，比爾·蓋茨在紐約克利斯蒂拍賣行以$US30,802,500的價格將其收入囊中。
雖然屬於私人所有，萊斯特手稿還是會每年在不同城市展覽一段時間。

## 內容
- 解釋化石為甚可以在山上找到。達芬奇認為山峰原先是海床，隨著逐漸隆起而形成現在的樣子。
- 水的運動。這是此手稿的主要內容，達芬奇在此論證了水流如何影響其中的物體，從而改良橋樑及其他的建築的建築方法。
- 月亮的亮光何來。達芬奇認為月亮表面覆蓋著水，因此可以反射太陽光。

該手稿有18張，每張對折且兩面皆寫有內容，因此總共有72頁。原先是裝幀在一起的，不過後來被拆散。

## 擴展閱讀
- Thereza Wells (编). . Oxford World's Classics new. Oxford: Oxford University Press. 2008. ISBN 978-0-19-929902-7.
- Jean Paul Richter. . Dover. 1970. ISBN 0-486-22572-0. volume 2: ISBN 0-486-22573-9. A reprint of the original 1883 edition （页面存档备份，存于）.

## 外部連結
- Seattle P-I site for 1997 Seattle Art Museum exhibit of the Codex, including background info[]
- News report of Japan opening, September 2005[]
- Leonardo da Vinci : The Codex Leicester （页面存档备份，存于）
- Chester Beatty Library, Dublin, Ireland （页面存档备份，存于）
- The sale of the Codex Hammer, November 11 1994 （页面存档备份，存于）
- Leonardo da Vinci: anatomical drawings from the Royal Library, Windsor Castle （页面存档备份，存于）, exhibition catalog fully online as PDF from The Metropolitan Museum of Art, which contains material on Codex Leicester (see index)